# Basílica del Corpus Christi
La basílica del Corpus Christi (en polaco: Kościół Bożego Ciała) es una iglesia de culto católico y estilo gótico situada en la ciudad de Cracovia, distrito de Kazimierz, Polonia. La ordenó construir el rey Casimiro III el Grande en 1335. Los principales materiales que se emplearon fueron el ladrillo y la piedra.

## Historia
La obra se inició en 1340 y fue finalizada a mitad del siglo XV. En 1405 se construyó un monasterio gótico anexo, quedando integrada la iglesia en el mismo. Está ocupado por la Orden de canónigos regulares del Santísimo Salvador Lateranense, rama de los Canónigos regulares de san Agustín.

## Leyenda
Existe una antigua leyenda sobre el origen del templo, según la cual unos ladrones robaron la custodia de la Iglesia de los Santos Inocentes, creyendo que era de oro. Al comprobar que estaba fabricada con cobre, la tiraron en un terreno pantanoso en el actual barrio de Kazimierz. Poco después, el objeto comenzó a producir un extraño resplandor azul, por lo que se organizó una procesión de carácter oficial para averiguar la procedencia de la luz. Cuando se encontró el ostensorio, el rey Casimiro III de Polonia prometió construir una iglesia en el lugar como desagravio, a la que se daría el nombre de Corpus Christi para expiar el sacrilegio que habían cometido los ladrones.

## Interior
El interior posee elementos góticos y barrocos, destacando el púlpito de 1750, con forma de barca sustentado por sirenas, el órgano, la sillería del coro y numerosos altares.  El templo sufrió una gran devastación con motivo de la invasión sueca de Polonia en 1655, lo que explica el predominio de la decoración en estilo barroco. En el altar mayor se encuentra el lienzo Adoración de los pastores, realizado por Tomas Dolabella en 1637. También puede contemplarse el sepulcro de San Stanisław Kazimierczyk, canonizado en 2010 por Benedicto XVI.

## Galería de imágenes

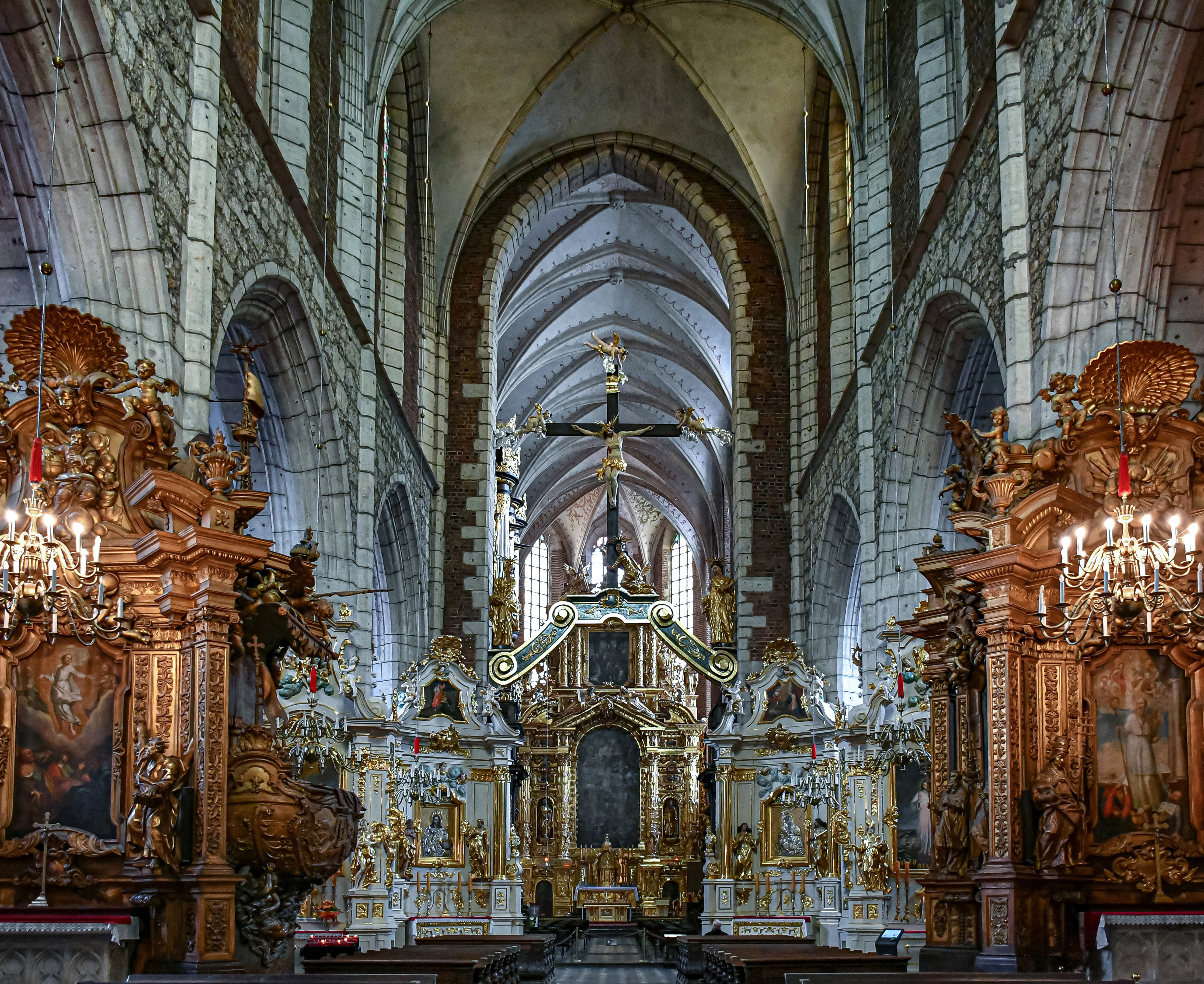
Nave central.
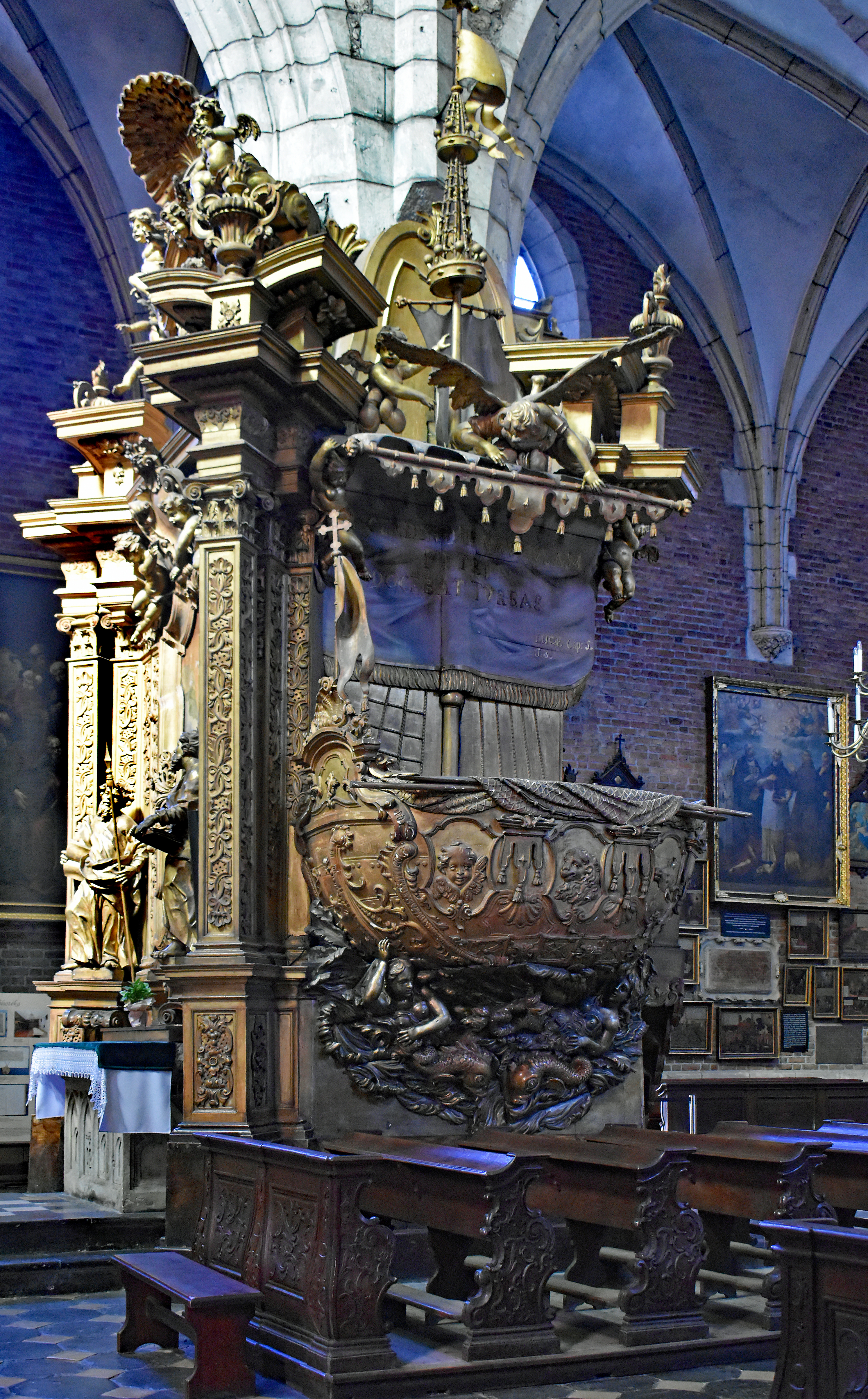
Púlpito.
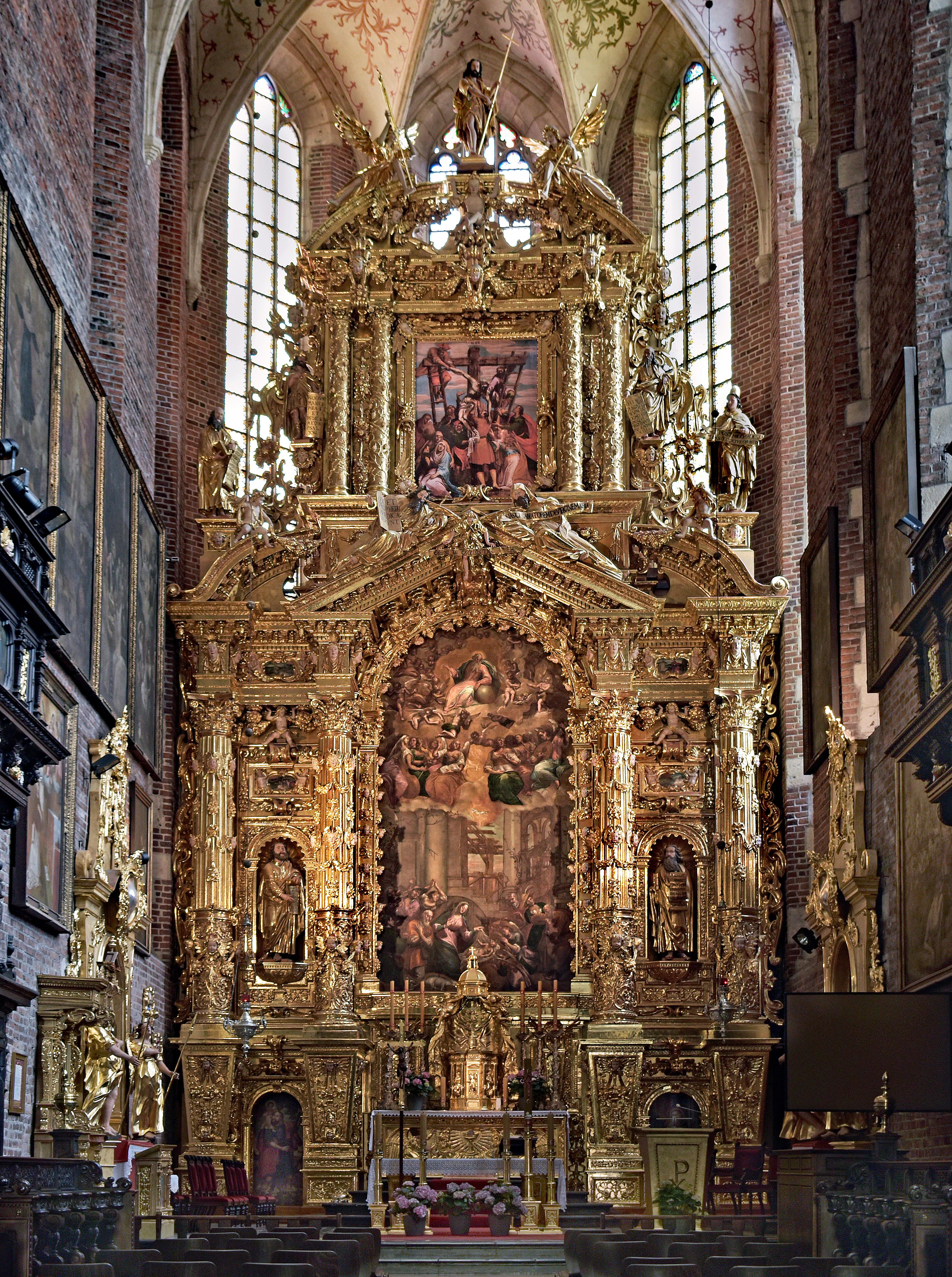
Altar mayor.
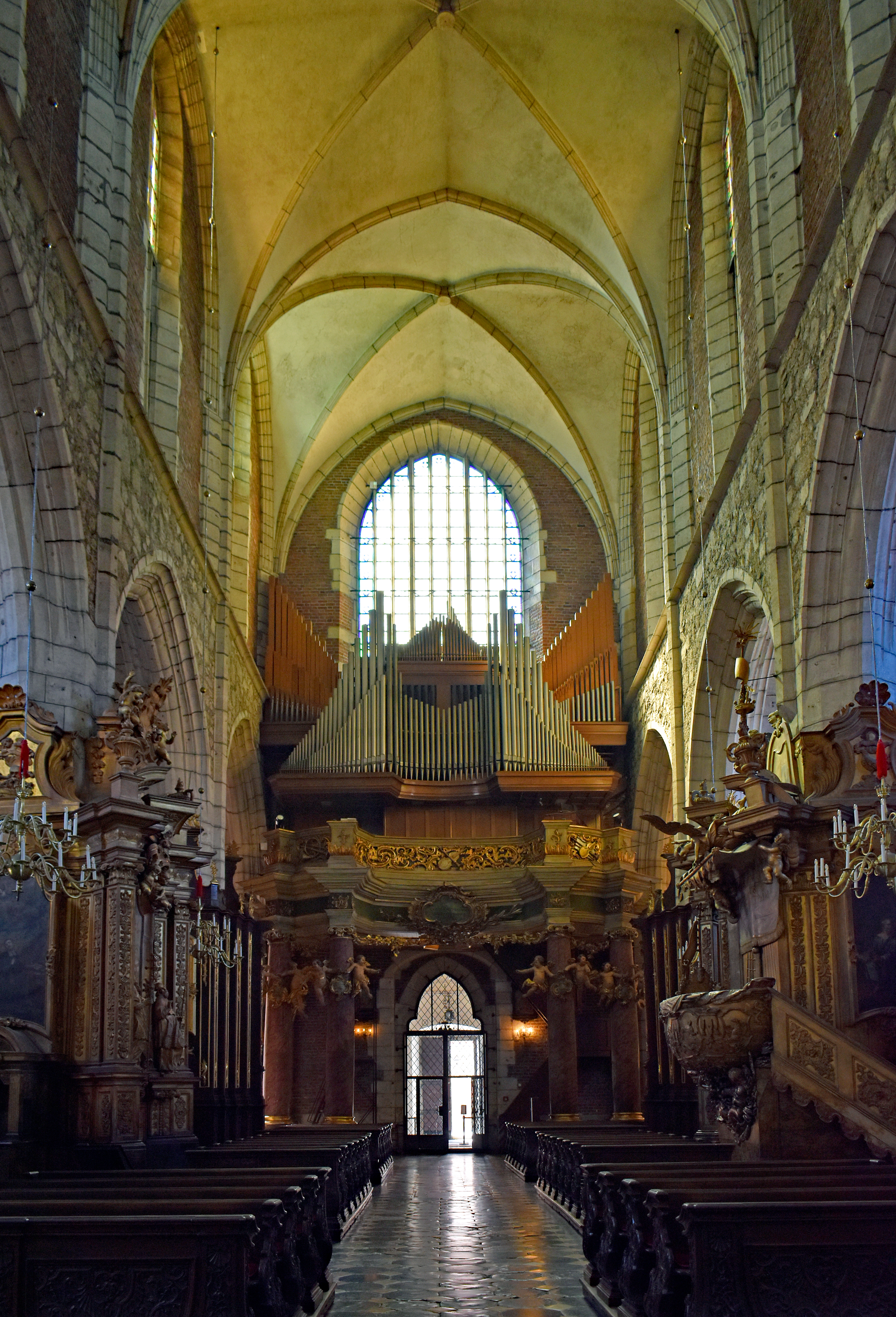
Coral y órgano.
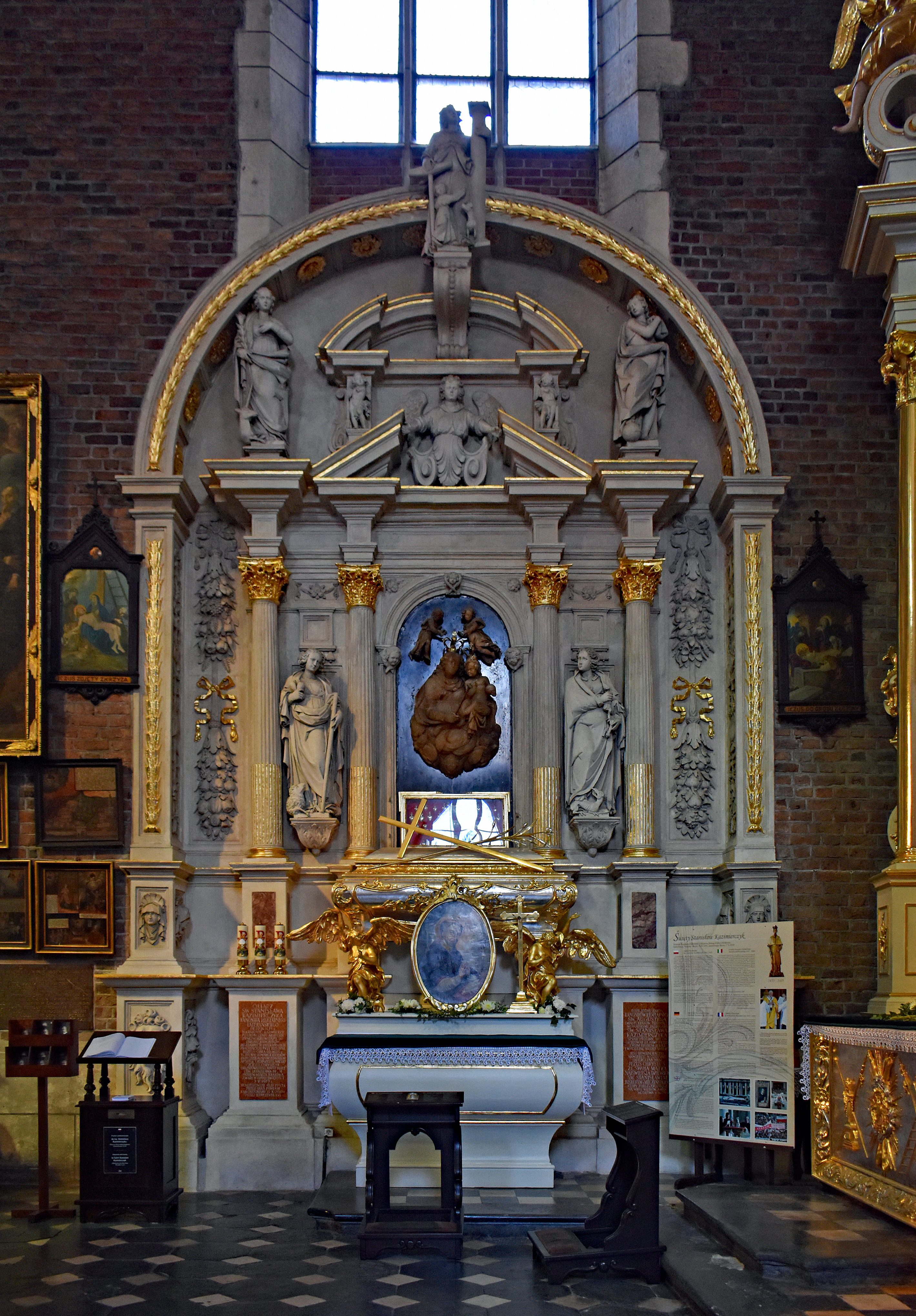
La confesión de San Estanislao de Kazimierz.
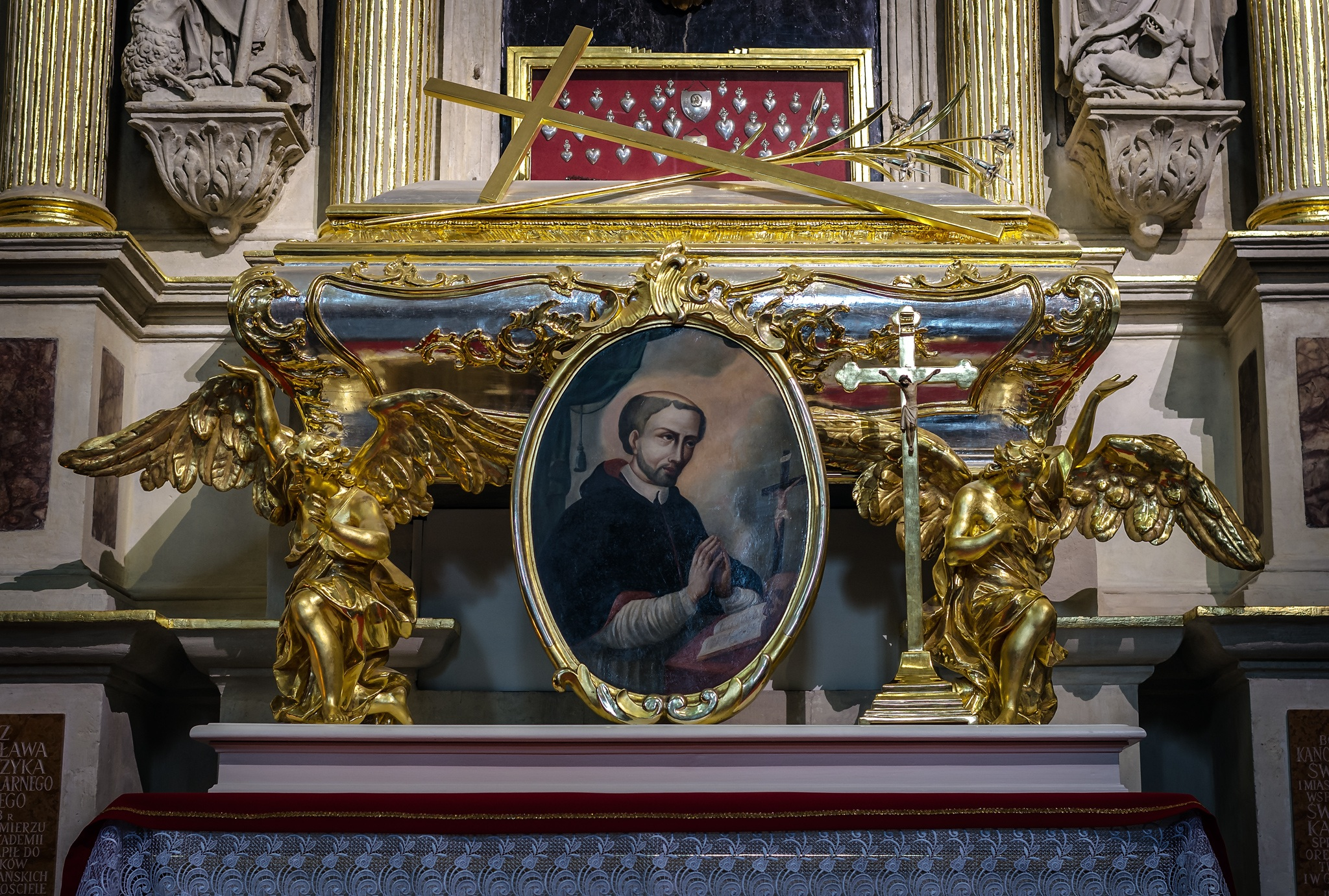
Sepulcro de San Stanisław Kazimierczyk.
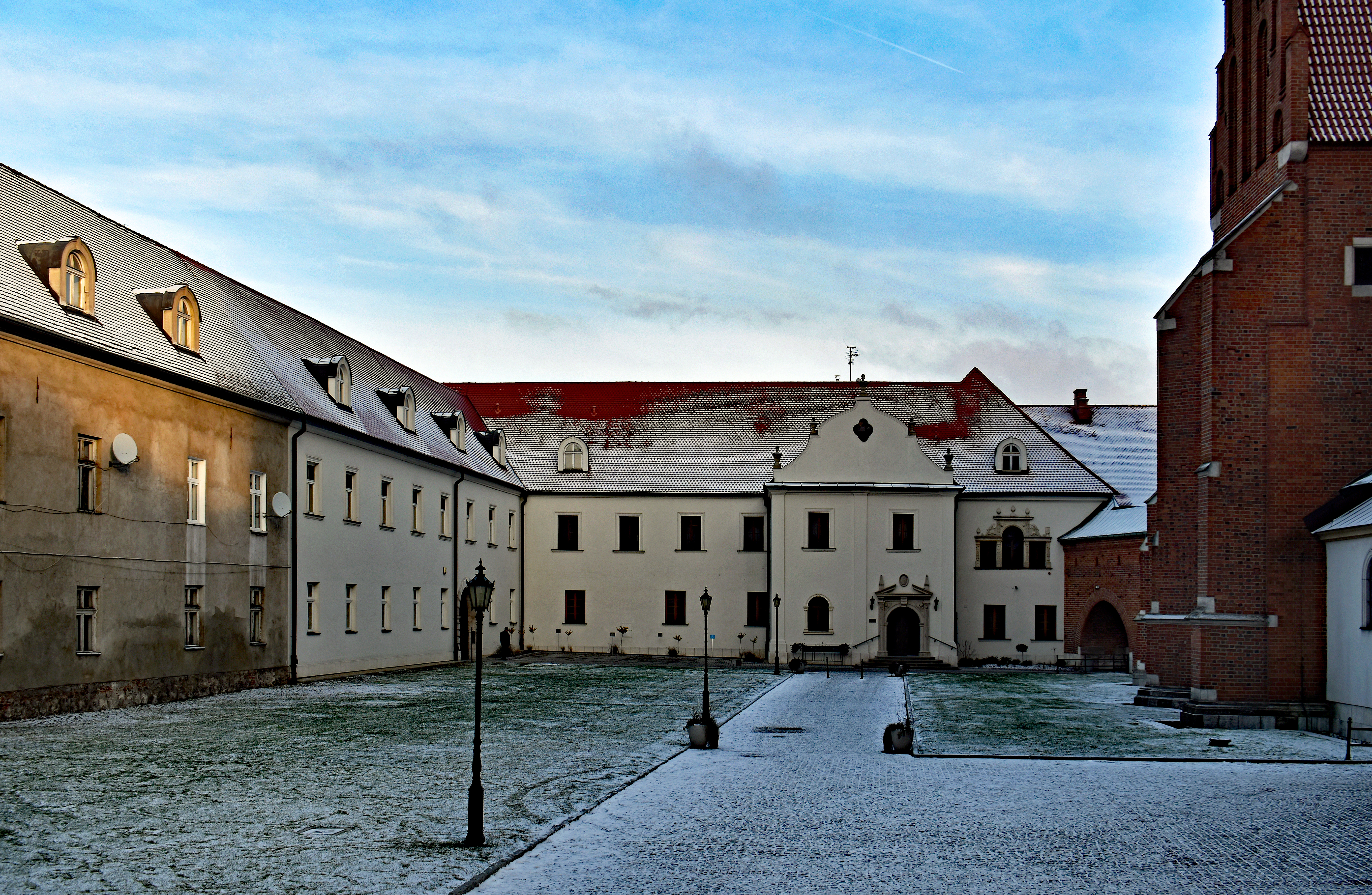
Convento de canónigos.